# MS4A12
MS4A12 (англ. Membrane spanning 4-domains A12) – білок, який кодується однойменним геном, розташованим у людей на 11-й хромосомі. Довжина поліпептидного ланцюга білка становить 267 амінокислот, а молекулярна маса — 28 069.
| 10         |  | 20         |  | 30         |  | 40         |  | 50         |
| ---------- |  | ---------- |  | ---------- |  | ---------- |  | ---------- |
| MMSSKPTSHA |  | EVNETIPNPY |  | PPSSFMAPGF |  | QQPLGSINLE |  | NQAQGAQRAQ |
| PYGITSPGIF |  | ASSQPGQGNI |  | QMINPSVGTA |  | VMNFKEEAKA |  | LGVIQIMVGL |
| MHIGFGIVLC |  | LISFSFREVL |  | GFASTAVIGG |  | YPFWGGLSFI |  | ISGSLSVSAS |
| KELSRCLVKG |  | SLGMNIVSSI |  | LAFIGVILLL |  | VDMCINGVAG |  | QDYWAVLSGK |
| GISATLMIFS |  | LLEFFVACAT |  | AHFANQANTT |  | TNMSVLVIPN |  | MYESNPVTPA |
| SSSAPPRCNN |  | YSANAPK    |  |            |  |            |  |            |

A: Аланін

C: Цистеїн

D: Аспарагінова кислота

E: Глутамінова кислота

F: Фенілаланін

G: Гліцин

H: Гістидин

I: Ізолейцин

K: Лізин

L: Лейцин

M: Метіонін

N: Аспарагін

P: Пролін

Q: Глутамін

R: Аргінін

S: Серин

T: Треонін

V: Валін

W: Триптофан

Кодований геном білок за функцією належить до рецепторів. 
Задіяний у такому біологічному процесі, як альтернативний сплайсинг. 
Локалізований у мембрані.